# 李山 (香港)
李山（英語：Li Shan，1963年—），香港商人和政治人物，出生於中國四川威遠，紫荊黨創始人之一，并为创党黨主席。他也是港區全國政協委員和絲路金融有限公司董事長。李山畢業於清華大學經濟管理學院。上海交通大学上海高级金融学院兼职教授。

## 背景
李山在1981年考入清華大學，1986年獲得清華大學經濟管理學院學士後前往美國留學，先後獲得加州大學戴維斯分校經濟學碩士和麻省理工學院經濟學博士。畢業後於1993年進入英國投資銀行界工作，5年後返回中國，擔任國家開發銀行投資銀行籌備領導小組副組長，後來擔任香港中銀國際總裁。2004年1月，成為香港經濟及就業委員會委員。